# Prințul Henri, Conte de Paris
Henri Robert Ferdinand Marie Louis Philippe d'Orléans (Henri d'Orléans, conte de Paris),  (n. 5 iulie 1908, Le Nouvion, Aisne, Franța – d. 19 iunie 1999, Cherisy, Centre, Franța), cunoscut și ca Prințul Henri, Conte de Paris, a fost pretendent orleanist al tronului Franței din 1940 până la moartea acestuia.

## Biografie
S-a născut la castelul Le Nouvion-en-Thiérache în Aisne ca fiul cel mic al lui Jean d'Orléans, duce de Guise (1874–1940) și a soției acestuia, Prințesa Isabelle de Orléans (1878–1961). A crescut în Maroc și a urmat Universitatea din Louvain. În 1926 a devenit pretendent la titlul de Delfin al Franței după ce tatăl său a devenit pretendent Orléanist la tron.
În 1939, după ce a fost refuzat la admiterea atât în Forțelor Armate franceze cât și în Forțele Armate britanice, Henri s-a alăturat Legiunii Franceze străine. În 1950, după ce legea exilului a fost anulată, s-a întors în Franța.
La Cherisy, în apropiere de Dreux, Franța, a murit de cancer la prostată la vârsta de 90 de ani.